# Zálesí

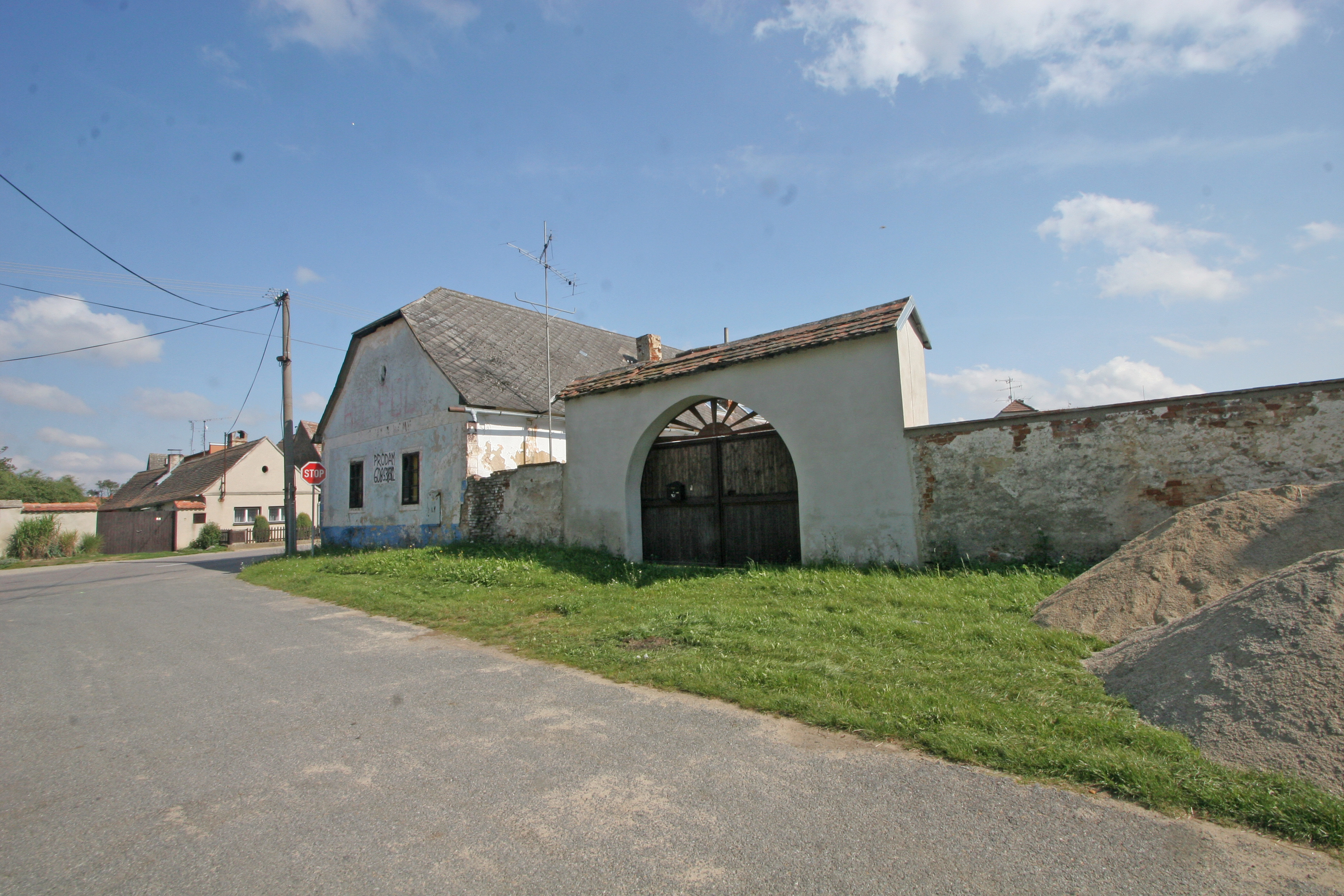
Ehemalige Ausspanne

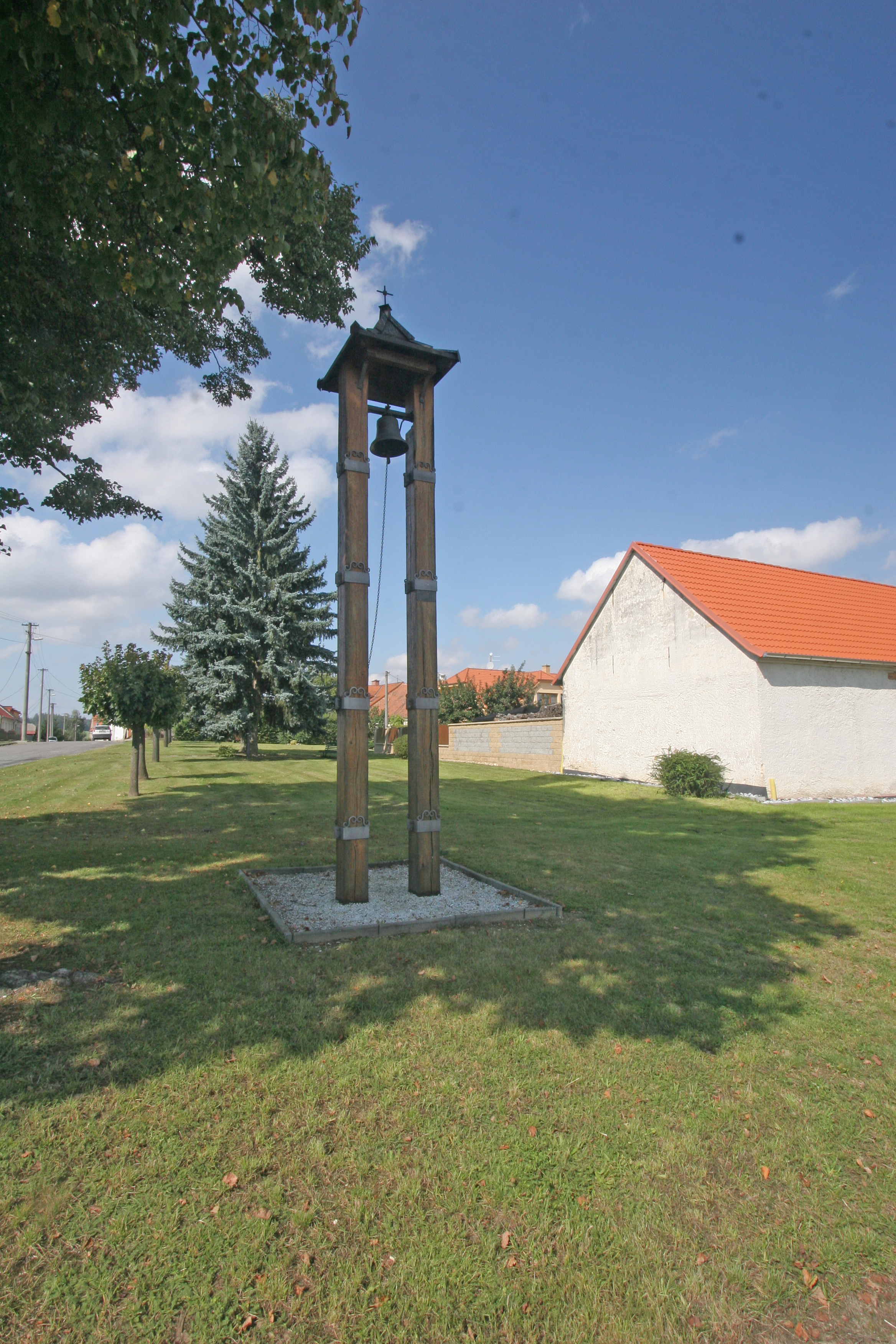
Glockentürmchen

Zálesí, bis 1949 Šreflová, (deutsch Schröffelsdorf) ist eine Gemeinde in Tschechien. Sie liegt 23 Kilometer nordwestlich von Znojmo und gehört zum Okres Znojmo.

## Geographie
Das von ausgedehnten Wäldern umgebene Dorf Zálesí befindet sich auf einer Anhöhe über dem Quellgebiet des Baches Záleský potok in der Jevišovická pahorkatina (Jaispitzer Hügelland). Nordöstlich erhebt sich der Hvozdec (444 m n.m.), im Süden der Petrův vrch (466 m n.m.), westlich der Stříbrný kopec (Silberberg, 523 m n.m.) und die Suchá hora (571 m n.m.) sowie im Nordwesten die Skalka (560 m n.m.). Knapp zwei Kilometer südlich liegt das mit dem Stausee Vranov geflutete Thayatal. Durch den Ort führt die Staatsstraße II/408 zwischen Znojmo und Jemnice.
Nachbarorte sind Dvůr Augustov, Nimpšov, Nové Syrovice, Láz und Častohostice im Norden, Prostředeček, Blížkovice, Ctidružice, Grešlové Mýto und Pavlice im Nordosten, Vranovská Ves und Hostěrádky im Osten, Olbramkostel, Štítary, Lesná und Onšov im Südwesten, Vranov nad Dyjí, Lančov, Lančovský Dvůr und Jazovice im Süden, Podhradí nad Dyjí, Farářka und Bítov im Südwesten, Chvalatice und Zblovice im Westen sowie Malý Dešov, Dešov, Černá Blata, Kojatice und Spetice im Nordwesten.

## Geschichte
Das Dorf wurde durch den mährischen Landesunterkämmerer Ignaz Maria Schröfl Freiherr von Mansperg neben der Jamnitzer Poststraße auf den Fluren des im Jahre 1779 aufgelösten und zum Znaimer Obergut Schidrowitz gehörigen Meierhofes bei der Schupfen im Znaimer Freiungswald gegründet. Die neuen Siedler waren zehn Bauernfamilien aus den umliegenden Orten. Erstmals schriftlich erwähnt wurde das nach seinem Gründer anfänglich als Mansberg und Schröfelsdorf bezeichnete Dorf 1786. Im Jahre 1793 lebten in Schröfelsdorf 78 Personen. In der ersten Hälfte des 19. Jahrhunderts wurde der Ort auch mit Kuliv und Kůlna bezeichnet.
Im Jahre 1834 bestand Schröfelsdorf aus 17 Häusern mit 111 überwiegend deutschsprachigen Einwohnern. Das Dorf war Sitz eines Forstreviers. Unmittelbar südwestlich lag die zur Herrschaft Vöttau untertänige und nach Chwallatitz inskribierte Ansiedlung Neuhof (Nový Dvůr) mit 48 Einwohnern; sie bestand aus einem Schafhof, einem Schüttkasten, Wirtschaftsgebäuden mit Wohnungen für einen Beamten und das Personal der Schäferei, dem Waldwirtshaus an der Znaimer Handelsstraße sowie fünf Chaluppen. Pfarrort war Chwallatitz. Bis zur Mitte des 19. Jahrhunderts blieb Schröfelsdorf dem Obergut der Znaimer städtischen Landgüter untertänig.
Nach der Aufhebung der Patrimonialherrschaften bildete Schröfelsdorf / Šrefelsdorf ab 1849 einen Ortsteil der Gemeinde Chwallatitz im Gerichtsbezirk Frain. 1868 wurde das Dorf Teil des Bezirkes Znaim. Seit 1872 wurde die Schreibweise Schröffelsdorf verwendet, etwa ein Jahrzehnt später entstand die tschechische Namensform Šreflová. 1880 lebten in dem Dorf 115 Personen, davon 94 Deutsche und 21 Tschechen. Im Jahre 1889 wurde eine einklassige Volksschule eingerichtet. Beim Zensus von 1900 lebten in Schröffelsdorf 149 Personen, davon waren 93 Deutsche und 56 Tschechen. Nach der Gründung der Tschechoslowakei erfolgte ein starker Zuzug von Tschechen in den Ort. Die Siedlung Neuhof wurde entlang der Bezirksstraße erweitert, sukzessive wuchs sie mit Schröffelsdorf zusammen. 1924 löste sich Schröffelsdorf/Šreflová mit Neuhof/Nový Dvůr und Augustenhof/Augustov von Chwallatitz los und bildete eine eigene Gemeinde. Im Jahre 1930 lebten in den 55 Häusern der Gemeinde 295 Einwohner, darunter 238 Tschechen und 52 Deutsche. Nach dem Münchner Abkommen wurde Schröffelsdorf 1938 dem Deutschen Reich zugeschlagen und gehörte bis 1945 zum Landkreis Znaim. 1939 wurde Schröffelsdorf mit Chwallatitz und Vöttau zu einer Gemeinde Waldsee (Thaja) zusammengeschlossen. Nach dem Ende des Zweiten Weltkrieges kam Šreflová wieder zu Tschechoslowakei zurück. Die Gemeinde Waldsee (Thaja) wurde 1945 wieder aufgehoben. Im Juni 1945 wurden die deutschen Bewohner aus Šreflová vertrieben. 1949 erfolgte die Umbenennung in Zálesí. Im Jahre 1961 hatte Zálesí 344 Einwohner und bestand aus 65 Häusern. 2006 lebten in der Gemeinde 186 Personen.

## Gemeindegliederung
Für die Gemeinde Zálesí sind keine Ortsteile ausgewiesen. Zu Zálesí gehören die Ortslage Nový Dvůr (Neuhof) und die Einschicht Dvůr Augustov (Augustenhof).

## Sehenswürdigkeiten
- Hölzernes Glockentürmchen der hll. Kyrill und Method, errichtet 1948 neben drei geschützten Linden
- Ehemalige Ausspanne (Haus Nr. 32), Denkmal
- Naturdenkmal Žleby, nördlich des Dorfes am Bach Doubravka